# 베니샤 하말
베니샤 하말(네팔어: बेनिशा हमाल, 1992년 7월 25일 ~ )은 네팔의 라디오 DJ, 모델, 배우이다. 2018 네팔 국립 영화상 여우주연상 수상자이다.